# Сарыджаллы
Сарыджаллы (азерб. Sarıcalı), ранее — Сарыджалы (азерб. Sarıcalı) — село в Джебраильском районе Азербайджана, является центром Сарыджаллинского сельского административно-территориального округа. Расположенно на Гёянской степи, в 12 км к югу от города Джебраил.

## Этимология
Название происходит от ветви племени бахманлы под названием сарыджалы.

## История
В годы Российской империи село Сарыджалы входило в состав Джебраильского уезда Елизаветпольской губернии.
В советские годы село входило в состав Джебраильского района Азербайджанской ССР. В результате Первой карабахской войны в августе 1993 года перешло под контроль непризнанной Нагорно-Карабахской Республики и согласно административно-территориальному делению непризнанной НКР располагалось в Гадрутском районе (фактический контроль силами НКР осуществлялся до 5 октября 2020 года).
5 октября 2020 года президент Азербайджана Ильхам Алиев заявил, что азербайджанская армия взяла контроль над селом Сарыджалы в Джебраильском районе.

## Экономика
Основной отраслью хозяйства была животноводство.

## Население
По данным «Свода статистических данных о населении Закавказского края, извлеченных из посемейных списков 1886 года» в селе Сариджалу Солтанлинского сельского округа Джебраильского уезда было 73 дыма и проживало 326 азербайджанцев (указаны как «татары»), которые были шиитами по вероисповеданию и крестьянами.
По данным «Кавказского календаря» на 1912 год в селе Сариджаллу Карягинского уезда проживало 398 человек, в основном азербайджанцев, указанных в календаре как «татары».